# Чиодо, Агостино
Агостино Чиодо (итал. Agostino Chiodo; 16 апреля 1791, Савона — 25 февраля 1861, Турин) — сардинский политический, государственный и военный деятель, генерал-лейтенант, Председатель Совета министров Королевства Сардинии (1849), военный министр Королевства Сардиния (1849) во время Первой итальянской войны за независимость. Министр иностранных дел Королевства Сардиния (1849). Сенатор. Военный инженер.